# 陳聲遹
陳聲遹，福建連江人，清朝政治人物、進士出身。
嘉慶七年，登進士，擔任陕西谷县知县。